# Хрест «Переправа через Дунай»
Хрест «Переправа через Дунай» (рум. Crucea «Trecerea Dunării») —  нагорода, заснована Каролем I указом № 617 від 23 березня 1878 року про нагородження за участь у війні за незалежність Румунії. Хрестом нагороджували всіх військових, незалежно від звань, а також цивільних осіб, які брали участь у діях на південь від Дунаю. Кароль I нагородив хрестом офіцерів і нижніх чинів військ російської імператорської армії, які перебували під його командуванням в бойових діях навколо Плевена. 

## Опис
Хрест «Переправа через Дунай» виготовлений з патинованої сталі та має форму подвійного хреста з рівними раменами, довжиною 43 мм, шириною 6 мм та товщиною 2 мм. Хрест має підняту та гладку сталеву облямівку, а середина має зернисту поверхню. У центрі знаходиться медальйон, оточений сталевим колом.

### Аверс
На аверсі хреста, в центральній частині, в центральному медальйоні, по колу написано "TRECEREA DUNĂRII", а посередині, горизонтально, 1877.

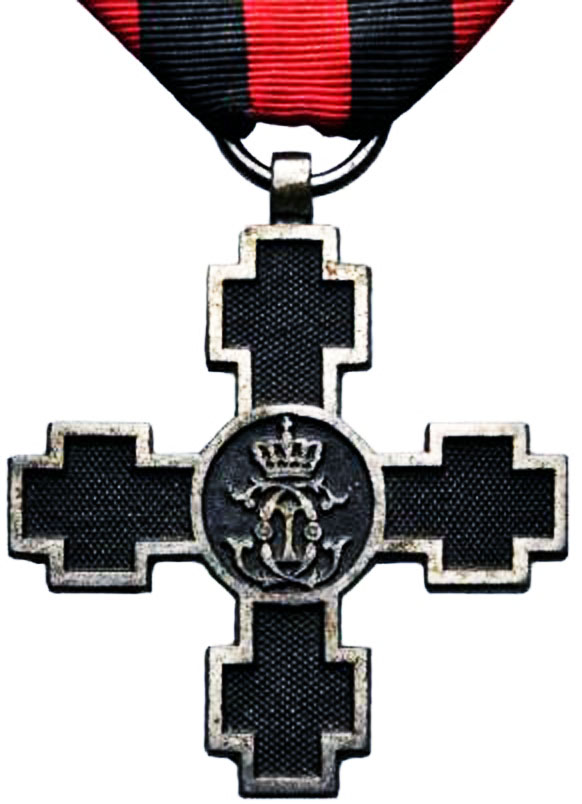
Реверс нагороди

### Реверс
На реверсі хреста, в центральному медальйоні, зображено монограму Кароля I: дві великі літери C, увінчані короною.

### Стрічка
Стрічка різна для військовослужбовців та цивільних:

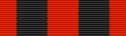
Стрічка для військових

- Для військовослужбовців стрічка виготовлена з темно-червоного муару шириною 40 мм з двома чорними смугами шириною 10 мм, розділеними смугою кольору фону шириною 8 мм;

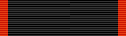
Стрічка для цивільних

- Для  стрічка виготовлена з чорного муару з тонкою темно-червоною смужкою шириною 2 мм з кожного з двох країв; чорний фон між двома червоними смужками має ширину 17 мм.